# 桃太郎

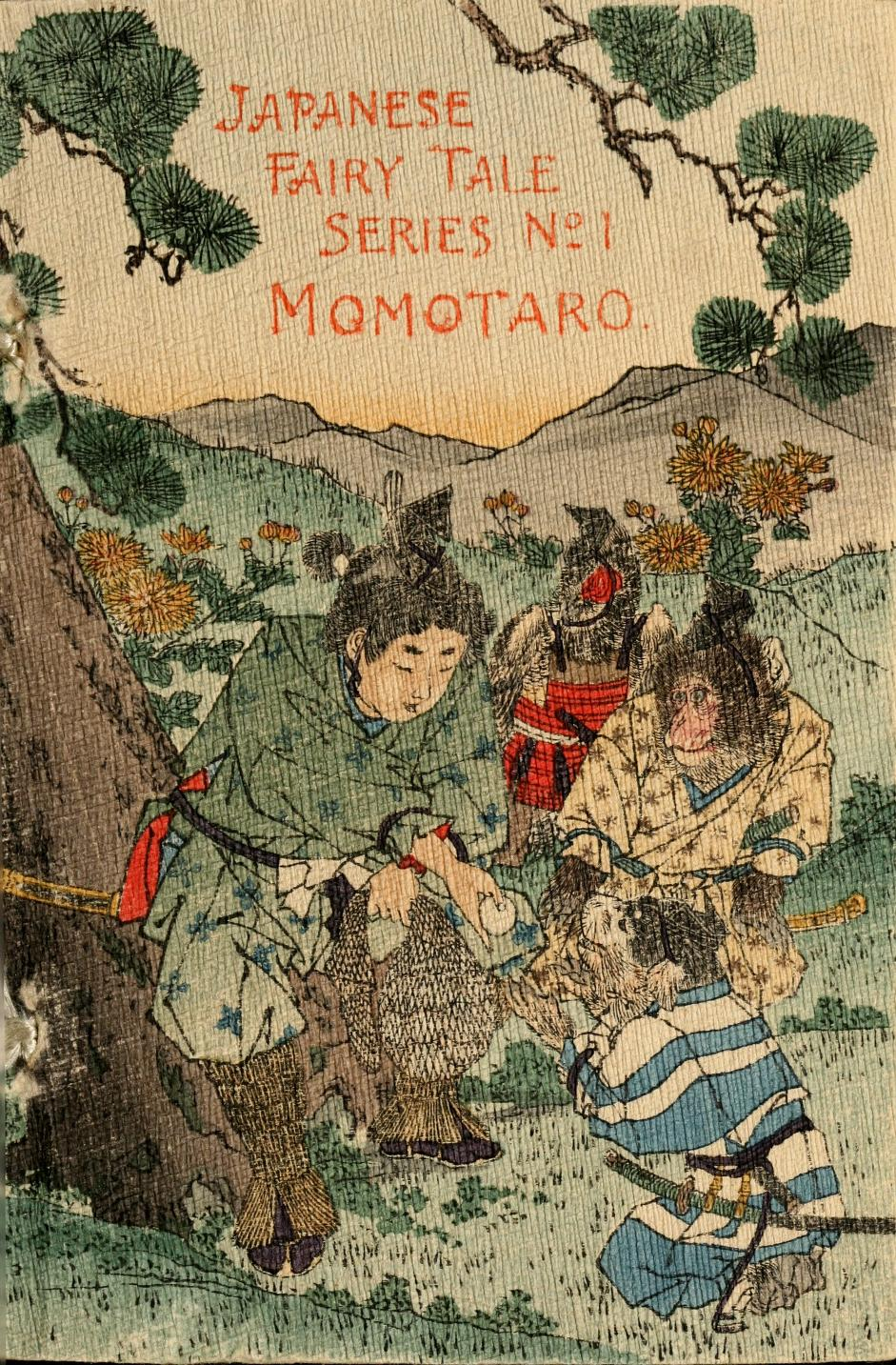
桃太郎一行，1885年英文版本，由長谷川武二郎出版

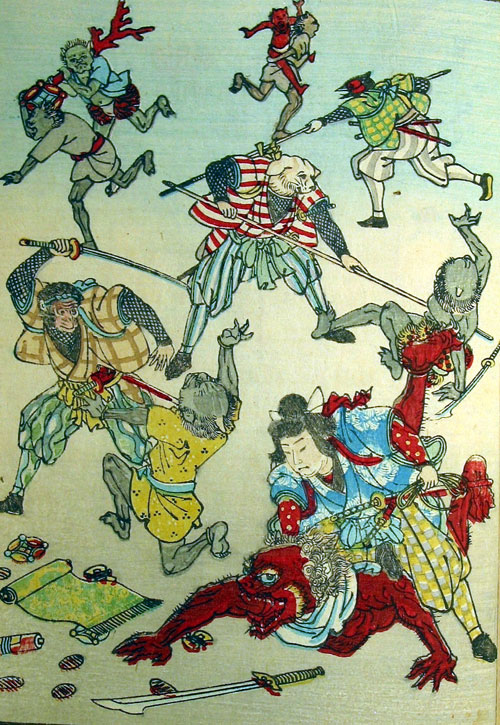
桃太郎和他的戰友們攻打邪鬼

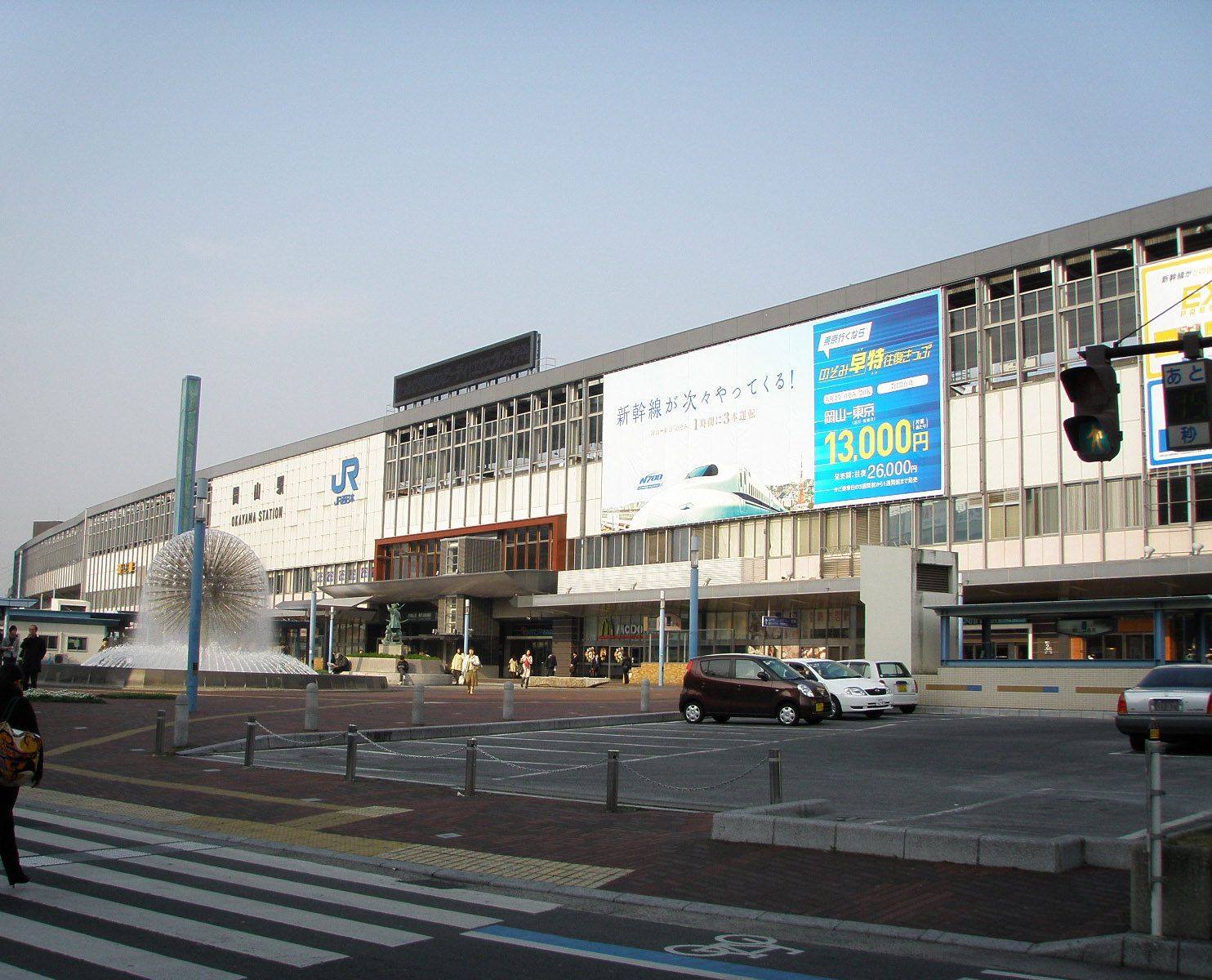
岡山車站東口的桃太郎一行

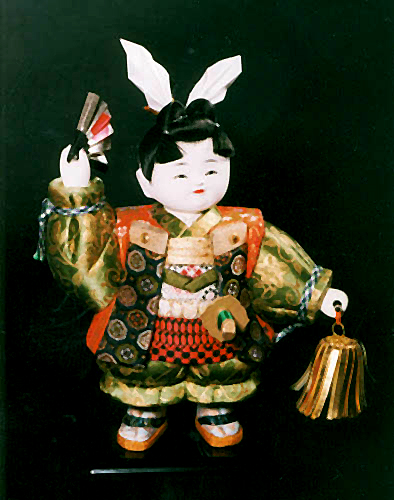
桃太郎的娃娃

桃太郎，是日本家喻戶曉的民间传说，描繪了英雄桃太郎與他的夥伴擊敗鬼怪的故事。冈山市是桃太郎傳說的故事舞台。

## 故事概述
很久很久以前，一個偏僻的小村子裡住著一對老夫婦，老夫婦很想生小孩卻生不出來。有一天，老爺爺上山去砍柴，而老奶奶在河邊洗衣服時，河的上游漂來一顆大桃子，她很高興的帶著桃子回家，想要切開來吃卻切不開，無奈只好等著砍柴回家的老爺爺一起來處理這個桃子。最終在兩人同心協力下切開了大桃子，結果桃子裡蹦出一個小男孩，便為他取名叫“桃太郎”。
長大後的桃太郎前往鬼島為民除害，桃太郎一路上用糯米糰子（黍団子）收容了小白狗、小猴子、雉雞，最後團結一心，成功消滅了可惡的鬼怪，有妖怪打開寶箱後被法術變石像。桃太郎帶回來很多財寶後，和老父母過著幸福的日子。
日本童話蒐集專家關敬吾考證，《桃太郎》是起源於遠古時代的農村，祖父母在晚上向兒孫比手畫腳說故事，口耳相傳，一代傳過一代。日本共有25個縣市地區稱其有證據證明自己是桃太郎的故鄉。另一則說法則表示桃太郎的故事是由真實人物吉備津彦命討伐惡鬼温羅的故事轉變而來。
太平洋戰爭期間，日本陸軍飛行員穴吹智因駕駛一式戰鬥機擊落過眾多英軍和美軍飛機，被稱為緬甸的桃太郎，其意涵是降服和擊敗洋鬼子。

## 版本差異
現今主流的版本為桃子中生出小孩的「果生型」版本。另一種版本是所謂的「回春型」，內容大約是：
「老奶奶在河邊時，撿到了一顆漂來的桃子。回家之後老奶奶將它剖開來吃了一半，結果立刻變回年輕的少女。老爺爺回家之後相當驚訝，所以也吃下了另一半的桃子，也回復到少年時的強壯。之後，老太太懷孕生下一名男孩。夫婦二人便將這名男孩取名為桃太郎。」
江戶時代的草双紙（類似現在的繪本）版本中，仍以回春型為主流。到了明治時代，果生型才較為盛行。
明治二十年時，日本政府將桃太郎編定成正式的國小國語文教材，考慮到性愛的故事並不適合尚未接觸到性教育的國小學童閱讀，採用了果生型的版本。

### 台灣版本
桃太郎的故事傳入台灣後，也出現了台灣的版本，例如在屏東縣客家地區流傳，桃太郎一行上山打老虎，帶回虎皮虎肉；也有上山打山賊，帶回財寶的版本，新竹縣泰雅族則有桃太郎一行前往鬼城，消滅群魔的版本。

## 以桃太郎为题材的作品

### 書籍
- 《桃太郎》，（日）松居直 文/（日）赤羽末吉 圖
- 《桃太郎之母》，（日）石田英一郎，講談社

### 動畫
- 桃太郎傳說→新桃太郎傳說
- 機甲桃太郎
- 哆啦A夢：我是桃太郎的什麼呢？
- 電王
- 完全勝利
- 航海王－青雉、赤犬、黃猿（前期登場的海軍三位大將封號）與桃太郎的三名動物夥伴相似，後期隨著一人離開海軍，一人成為元帥，就剩黃猿還保留封號。
- 幽遊白書－角色黑桃太郎
- 桃心之剑
- 鬼灯的冷徹
- 魁！！男塾－劍桃太郎
- 黑白來看守所
- 桃子男孩渡海而來
- 暴太郎戰隊DON BROTHERS－特攝作品，整部是以桃太郎的故事為構思範本。
- 暗殺教室

### 游戏
- 桃太郎電鐵系列
- 桃太朗 (跑Online)：一個跑Online的遊戲地圖。
- 鬼ごっこ!
- 鬼ごっこ! ファンディスク
- oni 空と風の哀歌
- 《寶可夢 朱／紫 零之秘寶》

### 電影

#### 日本
- 桃太郎之海鹫（1943年）
- 桃太郎 海的神兵（1945年）

#### 台灣
- 桃太郎 大戰鬼魔島（1961年）
- 新桃太郎（1987年）
- 桃太郎大顯神威（1988年）

#### 其他
- 百事可樂廣告
- au三太郎廣告系列

## 脚注
1. ↑  . .   [2017-07-06]. （原始内容存档于2017-08-21） （日语）.
2. ↑  小池 1967，第19頁.
3. ↑  陳麗娜，屏東後堆客家民間故事，2006
4. ↑  金榮華，台灣桃竹苗地區民間故事，2000